# Легенда Ксентарона
«Леге́нда Ксентаро́на» — седьмой номерной и четвёртый концептуальный альбом российской пауэр-метал группы «Эпидемия», который завершает цикл её метал-опер о мирах Э́нии и Ксентаро́на. Роли в постановке «Легенды Ксентарона» исполнили многие артисты российской метал-сцены.

## Сюжет
Первая часть сюжета логически является предысторией всего цикла опер. Действие начинается в прошлом, в Энии и рассказывает о любви простого эльфа Дельвиэта к представительнице знатного рода Стелле. Её брат — Ботар-эль, известный слушателям по альбому «Сокровище Энии» — оказывается противником их симпатий, но неожиданно влюблённым помогает дракон Скай. При помощи обмана он похищает Стеллу и вынуждает Дельвиэта последовать за ней на Ксентарон, где герои могут не опасаться предрассудков родни («Побег на Ксентарон»). Однако у дракона имеются и свои цели. Он объявляет эльфу, что будет обучать его тёмной магии, но не раскрывает своих мотивов.
Дельвиэт не хочет подчиняться Скаю («Когда уснут драконы»). Охваченный сомнениями герой отправляется в путешествие к Золотым Драконам, чтобы спросить совета. На их острове он встречает Гилтиаса — дракона-хранителя. Вместе они решают найти таинственную башню, в которой по преданию можно получить ответы на все вопросы и увидеть будущее. Как оказывается, там обитает Страж Времени, который позволяет нашедшим его взглянуть в Зеркало Судьбы и узнать что их ждёт. Видения, явившиеся Дельвиэту и Гилтиасу, заставляют их задуматься, что у времени нет советов, каждый должен решить как поступить, а будущее лишь рассудит потом, кто прав («Вне времени»). Дельвиэт остаётся на Ксентароне со Стеллой и всё же обучается тёмной магии.
Некоторые время герои живут счастливо, но эльфийка заболевает, она чахнет день ото дня и умирает, пообещав, что однажды вернётся за возлюбленным как луч звезды («Я иду за тобой»). Истощённый потерей Дельвиэт почти погибает, но Скай находит способ спасти ученика. Дракон обращается за помощью к Экстере — шаманке аборигенов Ксентарона, и та проводит над едва живым эльфом обряд. Он заставляет Дельвиэта забыть о всём, что его мучило, и обращает в Деймоса Безликого. («Преображение»).
Вторая часть сюжета переносит слушателей к событиям настоящего, финалу оперы «Сокровище Энии». После пережитых приключений гном Дрогбар отправляется на Ксентарон, а Гилтиас решает вернуться к заледеневшей башне колдуна и по пути вспоминает, что это место очень похоже на башню Стража Времени. Дева Нариэль подтверждает его догадку. Она встречает Гилтиаса почти у цели и рассказывает, что драконица Метель попала в Междумирье и готова напасть на Ксентарон. Остановить её сможет только артефакт, спрятанный в Башне Времени. Вместе герои входят внутрь и становятся свидетелями исповеди колдуна, ставшего бессмертным пленником башни из-за попытки украсть Кристалл Жизни («Проклятье бесконечных лет»). Сжалившись, Нариэль освобождает неудачливого вора от проклятия и передает Кристалл Гилтиасу с тем, чтобы дракон вернул к жизни воина, когда-то воззвавшего к Нариэль о помощи. Так же она передаёт чёрную Стрелу Судьбы, которая должна помочь в битве с Метелью. Исполняя поручение Нариэль, Гилтиас отправляется в Зал Перехода и находит ледяную статую Ботар-эля («Кристалл Жизни»). Узнав что драконица Метель не повержена и угрожает Ксентарону, эльф хочет участвовать в сражении с ней, но предчувствуя беду, Гилтиас пытается его отговорить («Выбор есть!»).
Когда же попытки оказываются тщетны, герои отправляются на Ксентарон вместе. Ботар-эль не узнает в Деймосе Безликом Дельвиэта и присоединяется к войскам, объединившимся против Метели. Находясь в бою рядом, Гилтиас передаёт эльфу Стрелу Судьбы, способную изгнать драконицу навеки, но неожиданно древний артефакт, питающийся искренней ненавистью лучника, меняет направление и поражает Деймоса. Увидев лицо погибшего Ботар-эль узнаёт в нём Дельвиэта и понимает, что ненавидел того, кого считал виновным в исчезновении сестры, а Метель была лишь врагом из многих. Тем временем кажется, что надежды победить уже нет, однако из-за рассевшихся туч появляется звезда, её сияние поражает Метель и демонов. Затем один из лучей касается груди поверженного Деймоса и Ботар-элю видится, что рядом с телом возник сотканный из света силуэт Стеллы («Стрела Судьбы»). Она берёт за руку призрак Дельвиэта, ставшего молодым, ещё не причинившим никому зла, и вместе они растворяются в яркой вспышке («Придумай светлый Мир»).
Полное либретто и сценарий метал-оперы можно найти на официальном сайте группы.

## Критика
Автором обложки альбома является российский художник и иллюстратор Лео Хао, но изначальный её сюжет был так критично принят слушателями, что в печать вышел изменённый вариант.

## Список композиций
Сценарий и тексты песен — Юрий Мелисов. Текст песни Вне времени был написан в соавторстве с Дмитрием Процко
| №   | Название                                                                              | Музыка          | Вокал                                                | Длительность |
| --- | ------------------------------------------------------------------------------------- | --------------- | ---------------------------------------------------- | ------------ |
| 1.  | «Увертюра»                                                                            | Мелисов, Процко | инструментальная                                     | 1:51         |
| 2.  | «Побег На Ксентарон»                                                                  | Мелисов         | Егоров, Борисенков, Минина, Немоляев                 | 5:46         |
| 3.  | «Когда Уснут Драконы»                                                                 | Мамонтов        | Егоров, Немоляев, Борисенков, Минина, Ставрович, хор | 5:03         |
| 4.  | «Вне Времени»                                                                         | Процко          | Егоров, Ожогин, Борисенков                           | 7:44         |
| 5.  | «Я Иду За Тобой»                                                                      | Мелисов         | Егоров, Минина, Борисенков                           | 5:31         |
| 6.  | «Преображение»                                                                        | Мамонтов        | Ставрович, Немоляев, Борисенков                      | 6:41         |
| 7.  | «Проклятье Бесконечных Лет»                                                           | Мамонтов        | Егоров, Хелависа, Горшенёв                           | 4:13         |
| 8.  | «Кристалл Жизни»                                                                      | Мамонтов        | инструментальная                                     | 1:26         |
| 9.  | «Выбор Есть!»                                                                         | Процко          | Егоров, Елфимов                                      | 4:33         |
| 10. | «Стрела Судьбы»                                                                       | Мелисов         | Егоров, Борисенков, Елфимов, Хелависа, Минина, хор   | 4:59         |
| 11. | «Придумай светлый Мир»                                                                | Мелисов         | Егоров, Хелависа                                     | 4:15         |
| 12. | «Загадка Волшебной Страны» (бонус-трек на изданиях Planeta Edition и на аудиокассете) | Мелисов         | Егоров                                               | 5:55         |
| 13. | «Когда Уснут Драконы (Демо)» (бонус-трек на аудиокассете)                             | Мамонтов        | Егоров                                               | 4:49         |

### Instrumental CD2
| №   | Название                                                                                 | Музыка   | Длительность |
| --- | ---------------------------------------------------------------------------------------- | -------- | ------------ |
| 1.  | «Побег На Ксентарон»                                                                     | Мелисов  | 5:46         |
| 2.  | «Когда Уснут Драконы»                                                                    | Мамонтов | 5:03         |
| 3.  | «Вне Времени»                                                                            | Процко   | 7:44         |
| 4.  | «Я Иду За Тобой»                                                                         | Мелисов  | 5:31         |
| 5.  | «Преображение»                                                                           | Мамонтов | 6:41         |
| 6.  | «Проклятье Бесконечных Лет»                                                              | Мамонтов | 4:13         |
| 7.  | «Выбор Есть!»                                                                            | Процко   | 4:33         |
| 8.  | «Стрела Судьбы»                                                                          | Мелисов  | 4:59         |
| 9.  | «Придумай светлый Мир»                                                                   | Мелисов  | 4:15         |
| 10. | «Загадка Волшебной Страны» (бонус-трек доступен как MP3 с 21 марта 2022 на сайте группы) | Мелисов  | 5:55         |

### Bonus CD3 — Ultimate Edition
| №   | Название                                            | Музыка          | Длительность |
| --- | --------------------------------------------------- | --------------- | ------------ |
| 1.  | «Побег На Ксентарон (Demo)»                         | Мелисов         | 5:50         |
| 2.  | «Вне Времени (Demo)»                                | Процко          | 7:46         |
| 3.  | «Проклятье Бесконечных Лет (Demo)»                  | Мамонтов        | 4:17         |
| 4.  | «Выбор Есть! (Demo)»                                | Процко          | 4:35         |
| 5.  | «Стрела Судьбы (Demo)»                              | Мелисов         | 5:01         |
| 6.  | «Когда Уснут Драконы (Demo)» (бонус-трек на iTunes) | Мамонтов        | 4:49         |
| 7.  | «Корона И Штурвал (Live 2016)»                      | Мелисов         | 5:15         |
| 8.  | «Всадник Из Льда (Live 2016)»                       | Мелисов         | 5:30         |
| 9.  | «Кровь Эльфов (Live 2016)»                          | Мелисов, Князев | 8:16         |
| 10. | «Осколки Прошлого (Live 2016)»                      | Мелисов         | 5:06         |

## Участники записи
| - Золотой дракон Гилтиас — Евгений Егоров. - Дельвиэт и Деймос — Дмитрий Борисенков. - Нариэль — Наталья О`Шей (Хелависа), в постановке: Алевтина Леонтьева. - Дракон Скай — Кирилл Немоляев. - Экстера — Дария Ставрович (Нуки). - Страж Времени — Иван Ожогин, в постановке: Андрей Лефлер. - Колдун — Алексей Горшенёв, в постановке: Николай Ерохин. - Стелла — Елена Минина. - Ботар-эль — Пётр Елфимов. | - Гитара: Юрий Мелисов, Илья Мамонтов, Дмитрий Процко. - Бас-гитара: Илья Мамонтов. - Барабаны: Дмитрий Кривенков. - Клавишные аранжировки: Александр Андрюхин. - Клавишные и аранжировка в треке «Увертюра»: Пётр Фролов-Багреев. - Гостевое участие, соло в треке «Побег на Ксентарон»: Sami Yu-Sirnio. - Бэк-вокал: Алексей Толстокоров. |

## Сингл
В преддверии новой рок/метал оперы 21 мая 2016 вышел в свет сингл Придумай светлый мир на электронных площадках, а также двумя тиражами с разными обложками, каждый по 250 копий . Музыка и слова — Юрий Мелисов.
| №  | Название                                                  | Длительность |
| -- | --------------------------------------------------------- | ------------ |
| 1. | «Придумай Светлый Мир»                                    | 4:23         |
| 2. | «Корона и Штурвал»                                        | 4:58         |
| 3. | «Где Рождаются Рассветы (video mix)» (только в CD-версии) | 3:49         |
| 4. | «Пьяный Разговор (Xe-None remix)» (только в CD-версии)    | 4:27         |

## Видеоклипы
21 декабря 2017 года группа представила клип на композицию «Выбор есть!», которым анонсировала выход новой метал-оперы. В видео вокалист группы Евгений Егоров и Пётр Елфимов предстали в образах героев Гилтиаса и Ботар-эля. После постановки «Легенды Ксантарона» 23 февраля 2018 года из материалов съемки DVD были смонтированы live-видеоклипы на треки: «Стрела Судьбы» и «Придумай Светлый Мир».

## Постановки на сцене

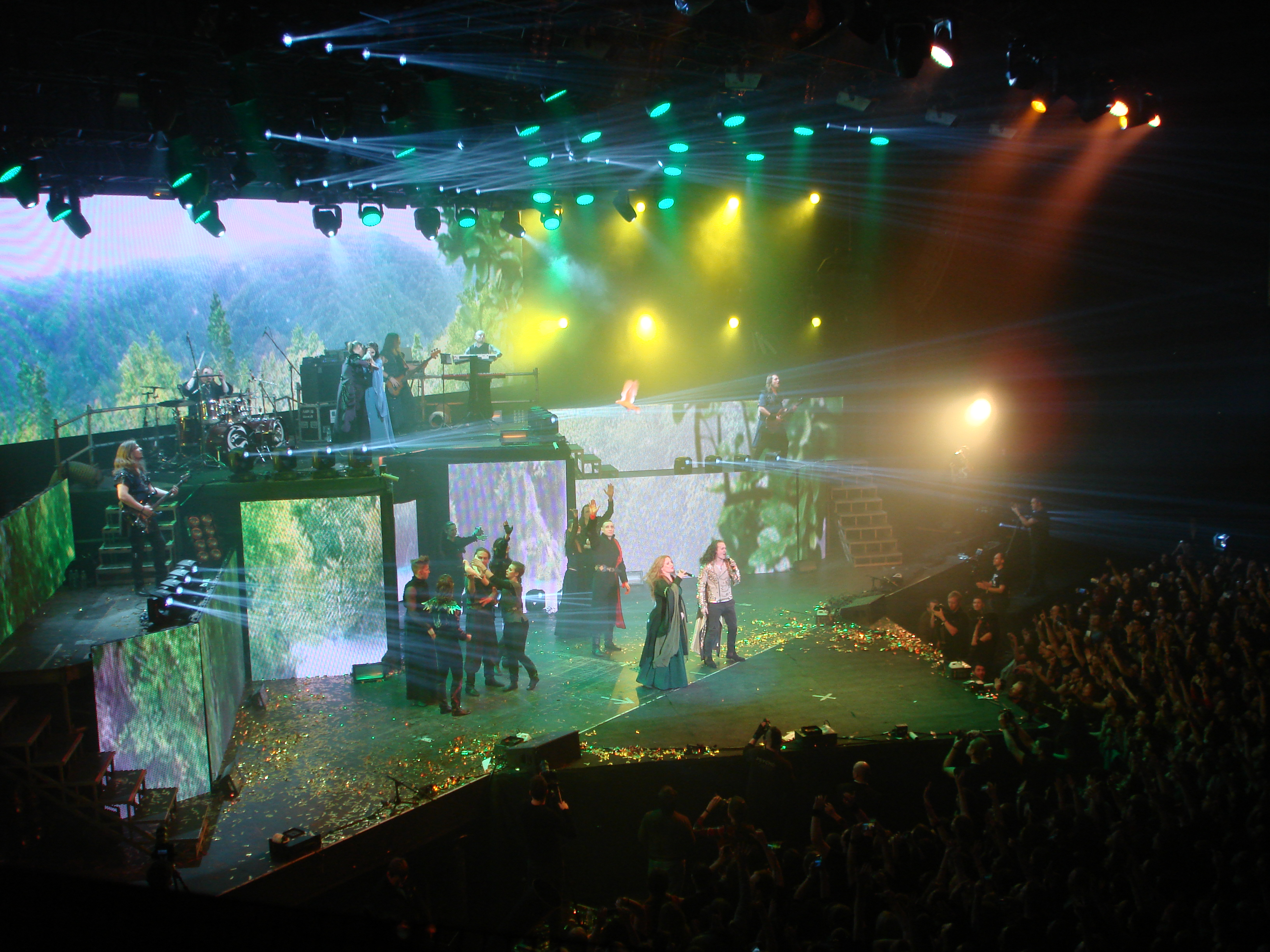
Постановка метал-оперы «Легенда Ксентарона» в Москве, 23 февраля 2018

23 февраля 2018 года постановки метал-опер «Сокровище Энии» и «Легенда Ксентарона» были показаны в первом и втором отделениях большого концерта в Москве. Сценарий к шоу написали Евгений Егоров, Юрий Мелисов, Андрей Максимкин и Максим Полиенко. Для каждого исполнителя были сшиты костюмы (художник: Александра Леонова), в визуальной части задействованы сценические и пиротехнические эффекты, участвовали балет (под руководством Полины Меньших) и хор. Профессиональная съемка была издана как двухсерийный фильм в официальном DVD «Книга Золотого дракона». 22 декабря 2018 года постановку «Легенды Ксентарона» повторили в Санкт-Петербурге.